# Szepetnek
Szepetnek ist eine ungarische Gemeinde im Kreis Nagykanizsa im Komitat Zala.

## Geografische Lage
Szepetnek liegt 46 Kilometer südlich des Komitatssitzes Zalaegerszeg und 7 Kilometer südwestlich der Kreisstadt Nagykanizsa. Nachbargemeinden sind Sormás, Eszteregnye, Rigyác, Petrivente, Semjénhaza und Fityeház.

## Geschichte
Im Jahr 1913 gab es in der damaligen Kleingemeinde 448 Häuser und 2401 Einwohner auf einer Fläche von 5340 Katastraljochen. Sie gehörte zu dieser Zeit zum Bezirk Nagykanizsa im Komitat Zala.

## Gemeindepartnerschaften
- Grimmenstein, Österreich[3]
- Legrad, Kroatien[3]
- Strekov, Slowakei[3]

## Söhne und Töchter der Gemeinde
- Pál Királyi (1818–1892), Journalist und Abgeordneter
- Ottó Varga (1909–1969), Mathematiker

## Sehenswürdigkeiten
- Denkmal für die Telegrafenarbeiter (Drótosok)
- Evangelische Kirche, erbaut 1822, der Turm wurde 1832–1834 hinzugefügt
- Heimatgeschichtliche Sammlung
- Kruzifix aus dem Jahr 1805
- 1956er-Denkmal
- Pál-Királyi-Gedenksäule und -Reliefgedenktafel
- Römisch-katholische Kirche Szent Őrangyalok, erbaut 1752
- Szent-István-Statue aus dem Jahr 1938
- Weltkriegsdenkmäler

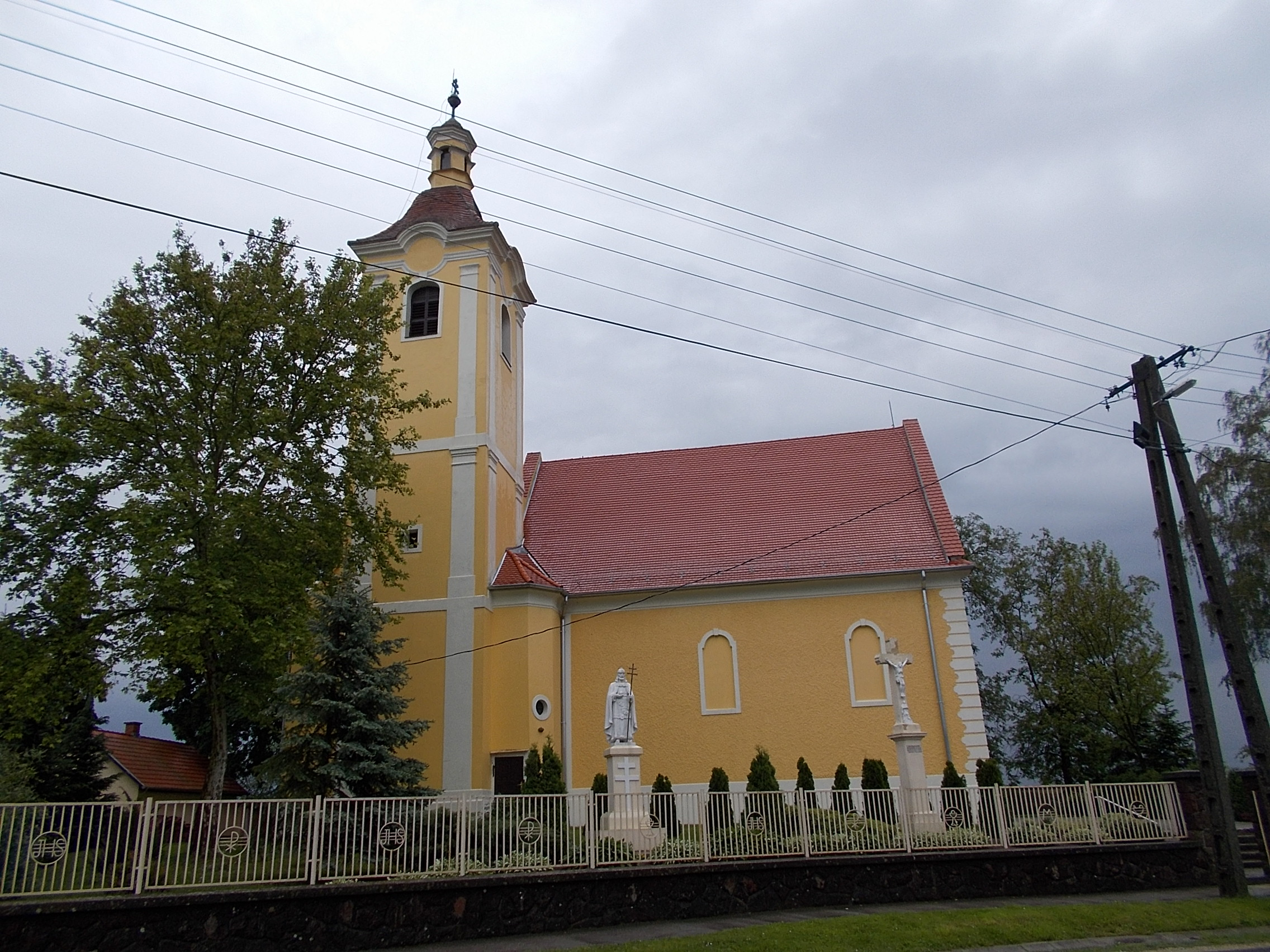
Römisch-katholische Kirche Szent Őrangyalok
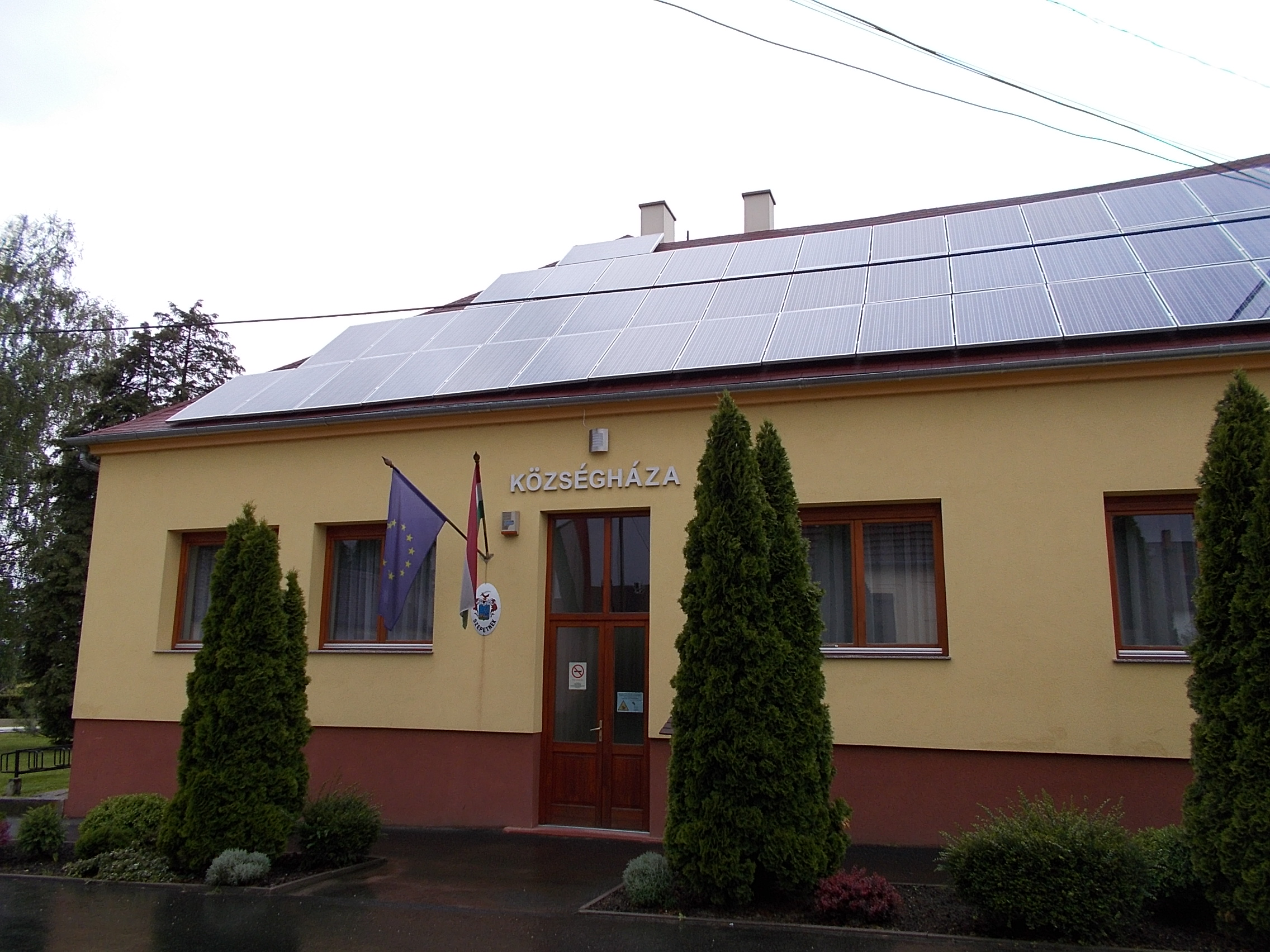
Gemeindeverwaltung
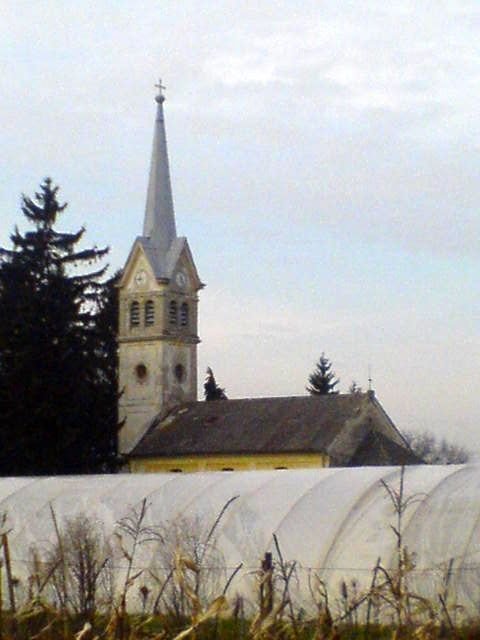
Blick auf die evangelische Kirche

## Verkehr
In Szepetnek treffen die Landstraßen Nr. 6834 und Nr. 6837 aufeinander. Es bestehen Busverbindungen nach Sormás,  nach Nagykanizsa sowie über Semjénháza, Molnári und Tótszerdahely nach Letenye. Der nächstgelegene Bahnhof befindet sich in Nagykanizsa.